# Solaria (planta)
Solaria es un género de plantas herbáceas, perennes y bulbosas perteneciente a la subfamilia Allioideae de las amarilidáceas. Comprende 6 especies.

## Taxonomía
El género fue descrito por Rodolfo Amando Philippi y publicado en Linnaea 29(1): 72. 1858. La especie tipo es: Solaria miersioides.

## Especies seleccionadas
- Solaria atropurpurea
- Solaria attenuata
- Solaria brevicoalita
- Solaria curacavina
- Solaria cuspidata
- Solaria miersioides